# 二股口の戦い
二股口の戦い（ふたまたぐちのたたかい、明治2年4月13日 - 4月29日（1869年5月24日 - 6月9日））は、箱館戦争における戦闘のひとつである。箱館に通じる二股口に進撃する新政府軍に対して、旧幕府軍は台場山に胸壁と陣地を構築して小銃で防戦し、2週間にわたって新政府軍の進撃を阻止した。

## 背景
明治2年4月9日（1869年5月20日）、乙部に上陸した新政府軍1,500名は、3つのルートから箱館へ向けて進軍を開始した。そのうちのひとつである二股口は箱館へ至る最短路で、稲倉石から二股を抜けて大野村に至る峠越えのルートであった。二股を抜けるためには、谷を穿つ大野川沿いの道を進み、川が二又に分かれる地点で渡河、そしてその正面の台場山を越えるか、迂回するかしなければならなかった。新政府軍は、軍監・駒井政五郎が松前・長州藩兵などからなる500の兵を率いてこのルートを進撃。迎え撃つ旧幕府軍は、陸軍奉行並・土方歳三が衝鋒隊2個小隊と伝習歩兵隊2個小隊などからなる300の兵を率いて、10日（21日）に二股に到着し、台場山に本陣を置いた。土方軍は、天狗山を前衛として台場山周辺の要地に16箇所の胸壁を構築し、新政府軍を待ち構えた。

## 経過

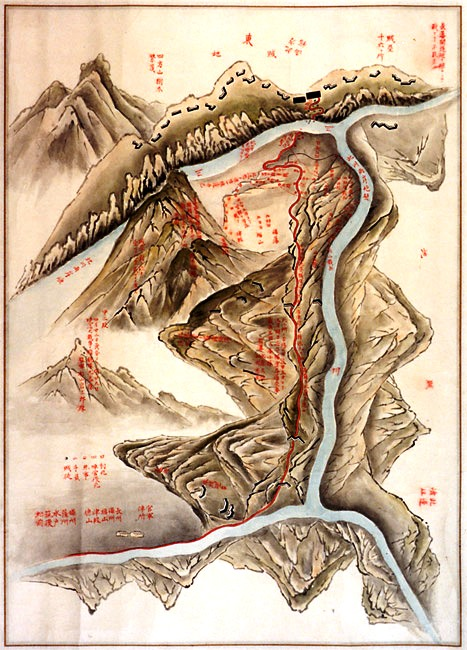
二股口の戦いを描いた古地図
中央を流れる川が大野川で、上で合流している川が下二股川。上に台場山の旧幕府軍胸壁、下に天狗山の新政府軍陣地が描かれている。

4月13日（5月24日）15時、江差から進軍してきた新政府軍は天狗山を攻略し、そのまま台場山本陣に対して攻撃を開始した。旧幕府軍は胸壁を盾に小銃で防戦し、熾烈な銃撃戦が展開された。数で勝る新政府軍は、次々と兵を入替えて攻撃を繰り返し、迎え撃つ旧幕府軍も2小隊ずつが交替で休憩をとりながら小銃を撃ち続けた。日没頃から雨が降り出すと、旧幕府軍では弾薬が濡れないように上着を掛けて守り、雷管が湿ると懐に入れて乾かした。翌14日（25日）7時頃、銃弾を撃ちつくした新政府軍は疲労困憊して稲倉石まで撤退。16時間に及んだ戦闘で、旧幕府軍は3万5000発の弾丸を消費した。戦闘が終わったこの日、土方は報告と援軍要請のために五稜郭へ向かっている。
16日（27日）、新政府軍の第二陣2,400名が江差に上陸すると、二股方面には薩摩・水戸藩兵などからなる援軍が派遣され、弾薬と食糧も補給された。一方で二股の堅塁を抜くことが容易ではないことを痛感した新政府軍は、17日（28日）以降、厚沢部から山を越えて内浦湾に至る道を山中に切り開き始める。ここから兵と銃砲弾薬を送り込んで、旧幕府軍の背後から二股口を攻める作戦であったが、この作業も困難を極めた。この間、旧幕府軍でも滝川充太郎率いる伝習士官隊2個小隊が増強されている。
23日（6月3日）、福山藩が警備していた新政府軍の天狗山陣地に旧幕府軍の斥候が近づいて戦闘が始まる。同日16時頃、胸壁突破を断念した新政府軍が急峻な崖によじ登って、旧幕府軍の左手の山から小銃を撃ち下ろし、そのまま夜を徹しての大激戦となる。24日（4日）未明、滝川充太郎率いる伝習士官隊が新政府軍陣地に突撃を敢行した。滝川充太郎は馬上のまま敵中に突進し、隊士たちも一斉に抜刀して隊長に続いた。不意を付かれた新政府軍は混乱し、自軍の敗走を単身食い止めようとした駒井政五郎は銃弾を受けて戦死。それでも新政府軍は新しい兵を次々に投入するが、旧幕府軍を打ち破るには至らず、25日（5日）未明、ついに撤退した。一昼夜以上に及んだこの戦闘で、旧幕府軍は熱くなった銃身を桶水で冷やしながら小銃を撃ち続けた。新政府軍はこれ以降、台場山攻略をあきらめ、迂回路の構築に専念する。
二股口で土方軍が新政府軍の進撃を食い止めている一方で、松前と木古内は新政府軍に突破され、旧幕府軍は矢不来で守勢に回っていた。29日（9日）、土方は援軍を派遣したが矢不来は突破され、これにより退路を絶たれる恐れがあった土方軍は五稜郭への撤退を余儀なくされる。